# Gilberga di Foix
Gilberga o Gisberga o Ermessinda (Gilberga di Foix, divenuta regina consorte di Aragona, mutò il nome Gilberga in Ermessinda) di Foix Gisberga anche, in spagnolo, in galiziano, in asturiano e in portoghese, Chisberga, in catalano e in aragonese, e Gisberge in francese (1015 circa – 1º dicembre 1049) è stata una nobile francese vissuta nell'XI secolo che fu regina consorte di Aragona dal 1036 alla sua morte.

## Origine
Figlia del conte di Carcassonne e di Couserans e futuro conte di Foix, Bernardo Ruggero I, e dell'erede della contea e futura contessa di Bigorre, Garsenda, come ci viene confermato dal documento n° XXXVIII dei Documents de la Histoire du Comté et de la Vicomté de Carcassonne, che, secondo La Vasconie. Tables Généalogiques, era l'unica figlia del Conte di Bigorre, Garcia Arnaldo e della moglie, Riccarda, figlia del visconte di Astarac, Garcia Arnaldo.

Bernardo Ruggero I era il secondo figlio maschio del conte di Carcassonne, Ruggero I (930/40- dopo Aprile 1011) e di Adele di Pons († dopo Aprile 1011), come ci viene confermato dal documento n° 134 delle Preuves de l'Histoire Générale de Languedoc, Tome V inerente ad una donazione in cui Bernardo Ruggero viene citato con i genitori.

## Biografia
Secondo la Cronaca piniatense, Gilberga, a Jaca, il 22 agosto 1036. fu data in sposa al re d'Aragona, Ramiro I (Ramiro, secondo la Ex Gestis Comitum Barcinonensium, era divenuto re di Aragona l'anno prima, nel 1035, succedendo al padre Sancio III di Navarra, morto quell'anno), figlio illegittimo (sia secondo l'Ex Gestis Comitum Barcinonensium, che secondo la Crónica de San Juan de la Peña) del re di Pamplona, conte d'Aragona, conte di Sobrarbe e Ribagorza, conte di Castiglia, Sancho III Garcés il Grande e di una nobile originaria di Aibar (nobilissima domina de castro quod dicitur Ayunarum) (una muller noble de Ayvar), signora di Miranda, e del monastero di Santa Cecilia di Aibar, Sancha di Aibar, di cui non si conoscono gli ascendenti.
Divenuta regina consorte di Aragona Gilberga mutò il suo nome in quello di Ermessinda. Questo cambio di nome, oltre che dalla Cronaca piniatense è confermato da un documento del Cartulario de Santa Cruz de la Serós, dell'ottobre 1076, in cui la figlia Sancha fa una donazione al monastero di Santa Cruz de la Serós.
La sorella di Gisberga, Stefania, sposò due anni dopo, nel 1038, a Barcellona, il fratellastro di Ramiro, Garcia III Sanchez, re di Pamplona, come viene confermato dalla nota n° XXII delle Notes de l'Histoire Générale de Languedoc, Tome IV, dove erroneamente l'avvenimento è datato 1036.
Nonostante la doppia parentela
Ramiro, considerava che Garcia III Sanchez avesse meno diritti di lui sulla Navarra, in quanto più giovane di lui, e secondo la Historia Silense, nel 1043, alleatosi con i re saraceni di Tudela e Saragozza, invase il regno di Navarra, ma fu sconfitto e dovette rientrare in Aragona.
Ermessinda (Gilberga) morì il 1º dicembre 1049 e fu tumulata nel Monastero di San Juan de la Peña, a sudovest di Jaca, dove fu raggiunta dal marito (nel 1063) e dal figlio, Sancho Ramirez (nel. 1094).
Gisberga era stata regina consorte di Aragona per circa tredici anni. Suo marito, Ramiro I, circa cinque anni dopo la sua morte contrasse un secondo matrimonio con Agnese d'Acquitania, da cui non ebbe figli.

## Figli
A Ramiro Gisberga diede cinque figli:
- Teresa d'Aragona[15](ca. 1037-?), che sposò il conte di Forcalquier (1054-1065). Guglielmo Bertrando II di Provenza[15](?-1065), figlio del conte di Provenza e conte di Forcalquier, Folco Bertrando I di Provenza e di Ildegarda-Elisa figlia del conte Guglielmo III di Tolosa.
- Sancho Ramirez[16](1042-1094), re d'Aragona, conte di Ribagorza e Sobrarbe e poi re di Navarra
- Garcia d'Aragona[16](?- Anzánigo, 17 luglio 1086), vescovo di Jaca (1076-1086) e di Pamplona (1078-1083)
- Urraca d'Aragona (?- Santa Cruz de la Serós, ca. 1078[17]), religiosa a Santa Cruz de la Serós[10]
- Sancha d'Aragona[18] (1045-aprile/agosto 1097), che sposò, prima del 1060, il conte di Nîmes, d'Albì e di Tolosa, Ponzio II[18] (circa 997- 1060), poi, dopo il 1063, in seconde nozze, il conte di Urgell, Ermengol III detto el de Barbastro[19] (ca. 1033-1065)

## Ascendenza
|                           |   |                        | Genitori              |  |  | Nonni |  |  | Bisnonni             |  |  | Trisnonni                 |  |
|                           |   |                        |                       |  |  |       |  |  | Arnaldo di Comminges |  |  | Garcia Arnaldo di Astarac |  |
|                           |   |                        |                       |  |  |       |  |  | Arnaldo di Comminges |  |  | Garcia Arnaldo di Astarac |  |
|                           |   | …                      |                       |  |  |       |  |  | Arnaldo di Comminges |  |  |                           |  |
| Ruggero I di Carcassonne  |   |                        |                       |  |  |       |  |  | Arnaldo di Comminges |  |  |                           |  |
|                           |   | Arsinda di Carcassonne | …                     |  |  |       |  |  |                      |  |  |                           |  |
|                           |   | Arsinda di Carcassonne | …                     |  |  |       |  |  |                      |  |  |                           |  |
|                           |   | Arsinda di Carcassonne | …                     |  |  |       |  |  |                      |  |  |                           |  |
| Bernardo Ruggero di Foix  |   | Arsinda di Carcassonne |                       |  |  |       |  |  |                      |  |  |                           |  |
|                           |   | Bernardo di Melgueil   | …                     |  |  |       |  |  |                      |  |  |                           |  |
|                           |   | Bernardo di Melgueil   | …                     |  |  |       |  |  |                      |  |  |                           |  |
|                           |   | Bernardo di Melgueil   | …                     |  |  |       |  |  |                      |  |  |                           |  |
| Adele di Pons             |   | Bernardo di Melgueil   |                       |  |  |       |  |  |                      |  |  |                           |  |
|                           |   | Sénégonde di Rouergue  | Baldovino di Pons     |  |  |       |  |  |                      |  |  |                           |  |
|                           |   | Sénégonde di Rouergue  | Baldovino di Pons     |  |  |       |  |  |                      |  |  |                           |  |
|                           |   | Sénégonde di Rouergue  | …                     |  |  |       |  |  |                      |  |  |                           |  |
| Gilberga di Foix          |   | Sénégonde di Rouergue  |                       |  |  |       |  |  |                      |  |  |                           |  |
|                           | … | …                      |                       |  |  |       |  |  |                      |  |  |                           |  |
|                           | … | …                      |                       |  |  |       |  |  |                      |  |  |                           |  |
|                           | … | …                      |                       |  |  |       |  |  |                      |  |  |                           |  |
| Garcia Arnaldo di Bigorre | … |                        |                       |  |  |       |  |  |                      |  |  |                           |  |
|                           |   | …                      | …                     |  |  |       |  |  |                      |  |  |                           |  |
|                           |   | …                      | …                     |  |  |       |  |  |                      |  |  |                           |  |
|                           |   | …                      | …                     |  |  |       |  |  |                      |  |  |                           |  |
| Garsenda di Bigorre       |   | …                      |                       |  |  |       |  |  |                      |  |  |                           |  |
|                           |   | Arnaldo di Bigorre     | Raimondo I di Bigorre |  |  |       |  |  |                      |  |  |                           |  |
|                           |   | Arnaldo di Bigorre     | Raimondo I di Bigorre |  |  |       |  |  |                      |  |  |                           |  |
|                           |   | Arnaldo di Bigorre     | Garsenda d'Astarac    |  |  |       |  |  |                      |  |  |                           |  |
| Riccarda di Astarac       |   | Arnaldo di Bigorre     |                       |  |  |       |  |  |                      |  |  |                           |  |
|                           |   | …                      | …                     |  |  |       |  |  |                      |  |  |                           |  |
|                           |   | …                      | …                     |  |  |       |  |  |                      |  |  |                           |  |
|                           |   | …                      | …                     |  |  |       |  |  |                      |  |  |                           |  |
|                           |   | …                      |                       |  |  |       |  |  |                      |  |  |                           |  |

### Fonti primarie
- (LA)  Histoire générale de Languedoc, tomus II.
- (LA)  Histoire Générale de Languedoc, Preuves, Tome V.
- (LA)  Rerum Gallicarum et Francicarum Scriptores, tome XII.
- (LA)  Historia Silenses.

### Letteratura storiografica
- Rafael Altamira, Il califfato occidentale, in «Storia del mondo medievale», vol. II, 1999, pp. 477–515.
- René Poupardin, I regni carolingi (840-918), in «Storia del mondo medievale», vol. II, 1999, pp. 583–635.
- Louis Alphen, Francia: gli ultimi Carolingi e l'ascesa di Ugo Capeto (888-987), in <<Storia del mondo medievale>>, vol. II, 1999, pp. 636–661
- (EN) The Development of Southern French and Catalan Society, 718-1050, su libro.uca.edu.
- (FR)  Histoire du Comté et de la Vicomté de Carcassonne.
- (FR)  Histoire Générale de Languedoc, Tome IV, Notees.
- (CA)  Crónica de San Juan de la Peña.
- (FR)  LA VASCONIE.